# Верхние Храпуны
Верхние Храпуны — деревня в Руднянском районе Смоленской области России. Входит в состав Понизовского сельского поселения. Население — 8 жителей (2007 год). 
Расположена в западной части области в 44 км к северо-западу от Рудни, в 37 км западнее автодороги Р133 Смоленск — Невель, на берегу реки Каспля. В 45 км юго-восточнее деревни расположена железнодорожная станция Рудня на линии Смоленск — Витебск. 

## История
В годы Великой Отечественной войны деревня была оккупирована гитлеровскими войсками в июле 1941 года, освобождена в октябре 1943 года.